# 豹斑尖條鰍
豹斑尖條鰍（學名：Oxynoemacheilus panthera）為輻鰭魚綱鯉形目條鰍科尖條鰍屬的其中一種。被IUCN列為瀕危保育類動物，分布於亞洲伊拉克、黎巴嫩、以色列、土耳其、敘利亞及高加索淡水流域，棲息在河川底層水域，生活習性不明。

## 扩展阅读
維基物種上的相關：豹斑尖條鰍